# Vasoconstrição

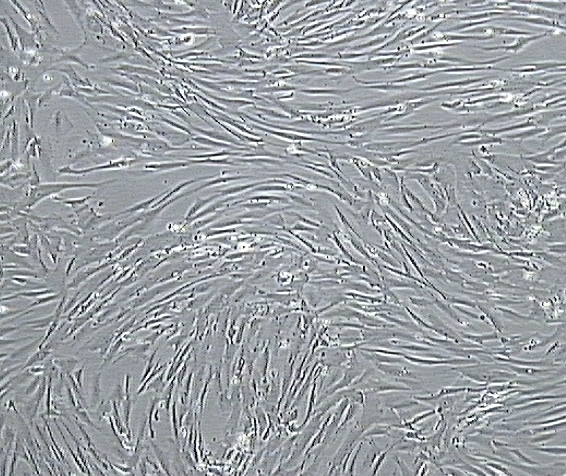
Músculo Liso Humano

Em fisiologia, a  vasoconstrição é o processo de contração dos vasos sanguíneos (artérias, veias e capilares), em consequência da contração do músculo liso presente na parede desses mesmos vasos. O processo oposto é chamado vasodilatação.
Estes processos de vasodilatação e constrição verificam-se em animais com  sistemas circulatórios fechados, isto é, possuem um sistema de vasos para o transporte do sangue que não os abandona, ou seja, não sofre de carência.

## Mecanismos de Controle
A vasoconstrição pode ser controlada por vários mecanismos. A sua regulação pode ser feita naturalmente, pelo organismo, ou por meios artificiais como medicamentos.

### Mecanismos Naturais

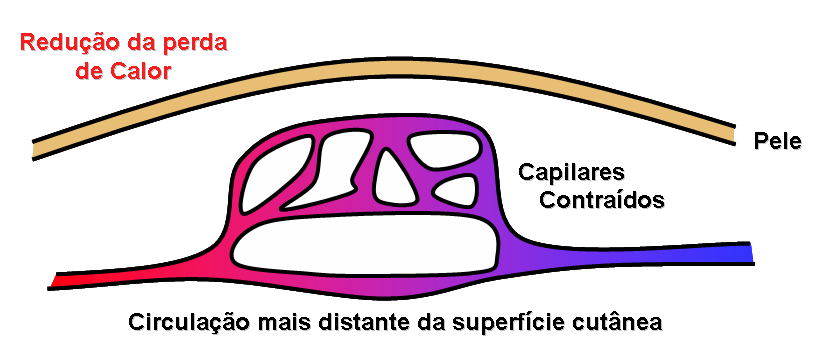
Esquema da termorregulação por vasoconstrição

A vasoconstrição é normalmente vista como processo integrante da termorregulação, isto é, a regulação da temperatura do organismo através de mecanismos homeostáticos, de equilíbrio.
Quando há uma diminuição da temperatura no exterior, ocorre uma diminuição da temperatura corporal. Para contrabalançar esta variação, o complexo hipotálamo-hipófise (que recebe a mensagem externa) envia um impulso nervoso que possibilita a vasoconstrição, e consequente diminuição de perda de calor para o exterior.

### Mecanismos Artificiais
Um vasoconstritor é uma substância que provoca vasoconstrição.
Exemplos de substâncias vasoconstritoras:
- Anti-histamínicos
- Adrenalina
- Dimetilargina assimétrica
- ATP
- Catecolamina
- Cocaína
- Descongestionantes
- Nafazolina|Cloridrato de Nafazolina
- Oximetazolina|Cloridrato de Oximetazolina
- Noradrenalina
- Xilometazolina

## Efeitos
O processo de vasoconstrição causa um aumento da pressão sanguínea.
Também possibilita (de acordo com mecansimos de termorregulação) conservação do calor corporal, em situação de baixa temperatura externa: os capilares contraem-se, forçando o sangue a circular a uma maior distância da superfície cutânea, prevenindo uma transferência de energia para o meio externo.